# 天江增六
天江增六（蛇夫座ο），來自Omicron Ophiuchi的拉丁化，是位於天球赤道星座蛇夫座中的一對分得很寬的雙星。共同運動的這一對以肉眼可見為一個昏暗的光點，兩個分量的視星等分別為5.14和6.59。截至2015年，它們的角距離為10.0″，位置角為354°。根據視差，到兩顆恆星的距離約為281光年，它們正以約 -29公里/秒的徑向速度向太陽靠近。
這對恆星中較亮的成員，被稱為A成員，是一顆老化的巨星，恆星分類為G8 III，隨著核心的氫氣供應耗盡，它已經膨脹到太陽半徑的12倍。從它擴展的光球以4,849 K的有效溫度輻射的光度是太陽光度的75倍。第二顆恆星，B成員的光譜符合F型，其光度類別為F6IV-V，是主序星和次巨星特徵的混合。它的半徑是太陽的三倍，光球的有係溫度為6,296 K，輻射的光度為太陽的12.6倍。